# Манівакі
Манівакі — місто, розташоване на північ від Гатіно і на північний захід від Монреаля, в провінції Квебек, Канада. Це адміністративний центр муніципалітету округу Ла-Валле-де-ла-Гатіно.

## Географія
Місто розташоване на річці Гатіно, на перетині доріг 105 і 107, трохи к півдню від шосе 117 (Трансканадське шосе).

### Клімат
Місто знаходиться у зоні, котра характеризується вологим континентальним кліматом з теплим літом. Найтепліший місяць — липень із середньою температурою 18.3 °C (65 °F). Найхолодніший місяць — січень, із середньою температурою -12.8 °С (9 °F).
| Клімат Манівакі         | Клімат Манівакі | Клімат Манівакі | Клімат Манівакі | Клімат Манівакі | Клімат Манівакі | Клімат Манівакі | Клімат Манівакі | Клімат Манівакі | Клімат Манівакі | Клімат Манівакі | Клімат Манівакі | Клімат Манівакі | Клімат Манівакі |
| Показник                | Січ.            | Лют.            | Бер.            | Квіт.           | Трав.           | Черв.           | Лип.            | Серп.           | Вер.            | Жовт.           | Лист.           | Груд.           | Рік             |
| Абсолютний максимум, °C | 12              | 12              | 22              | 28              | 33              | 36              | 37              | 37              | 33              | 28              | 21              | 13              | 37              |
| Середній максимум, °C   | −5              | −3              | 2               | 11              | 19              | 24              | 26              | 25              | 20              | 12              | 4               | −3              | 11              |
| Середня температура, °C | −12             | −11             | −2              | 4               | 11              | 16              | 18              | 17              | 13              | 6               | 0               | −9              | 5               |
| Середній мінімум, °C    | −19             | −19             | −7              | −3              | 3               | 9               | 11              | 10              | 6               | 1               | −5              | −15             | −2              |
| Абсолютний мінімум, °C  | −42             | −43             | −41             | −30             | −9              | −2              | −5              | −3              | −5              | −13             | −25             | −42             | −43             |
| Норма опадів, мм        | 40              | 50              | 50              | 40              | 50              | 70              | 80              | 70              | 70              | 70              | 60              | 60              | 760             |
| Днів з дощем            | 5               | 6               | 6               | 5               | 6               | 6               | 7               | 6               | 6               | 6               | 6               | 7               | 77              |
| Вологість повітря, %    | 78              | 73              | 74              | 67              | 63              | 69              | 76              | 77              | 83              | 79              | 80              | 80              | 75              |
| ----------------------- | --------------- | --------------- | --------------- | --------------- | --------------- | --------------- | --------------- | --------------- | --------------- | --------------- | --------------- | --------------- | --------------- |
| Джерело: Weatherbase    |                 |                 |                 |                 |                 |                 |                 |                 |                 |                 |                 |                 |                 |

## Історія
Історія Манівакі тісно пов'язана з історією сусідньої алгонкінської резервації Кітіган-Зібі (Kitigan Zibi), оскільки місто було засноване на землі, яка спочатку входила до складу резервації. Його муніципальні землі були предметом історичних земельних претензій з боку резервації Кітіган-Зібі; частина претензій була врегульована зовсім недавно, в 2007 році.
У першій половині дев'ятнадцятого століття алгонкіни місії на озері Де-Монтань (Двох гір) під проводом вождя Пакінаватіка прийшли в район річки Дезерт. Незабаром після цього, в 1832 році, Компанія Гудзонової затоки пішла за ними і встановила торговий пост на злитті річок Дезерт і Гатіно. Десять років по тому місіонери-облати Непорочної Діви Марії заснували місію Нотр-Дам-дю-Дезерт, а з 1849 року вони зажадали від влади демаркації містечка з метою створення резервації для алгонкінів. Межі міста були встановлені в 1850 році, і поселення отримало від облатів назву Манівакі (на алгонкінській мові «Земля Марії»). Незабаром після цього в Манівакі стали селитися торговці лісом, фермери, ремісники і підприємці, яких вабили лісові ресурси. Гілка Канадської тихоокеанської дороги зв'язала Манівакі з Уейкфілдом на початку XX століття, але була закинута в 1986 році.

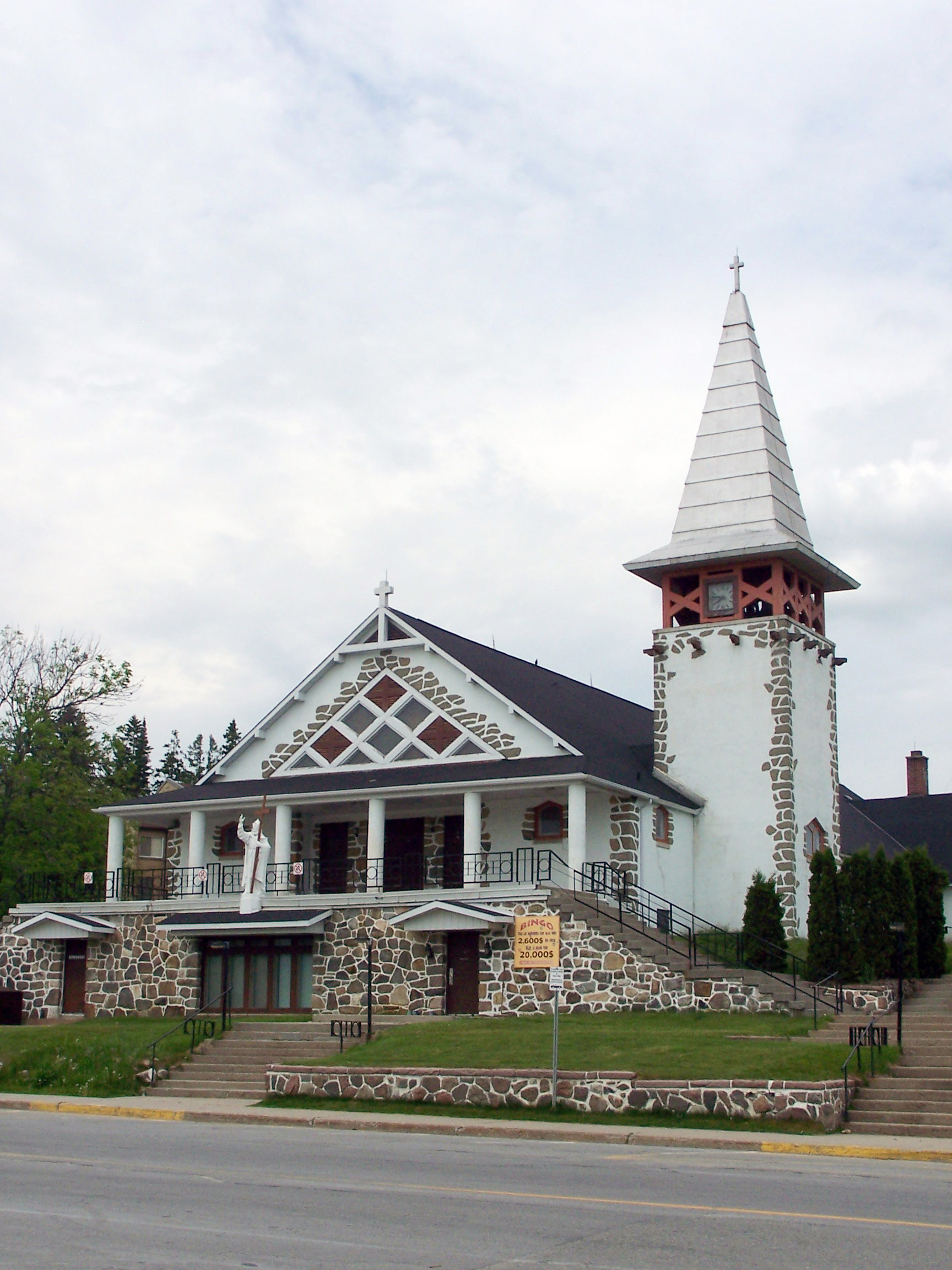
Церква Царя Христа

У 1851 році облати заснували парафію Ляссонсьон-де-Манівакі. Видобуток лісу став джерелом існування багатьох поселенців в регіоні. Ірландці, французи і алгонкіни, три традиційні культури долини Гатіно, сприяли розвитку міста і жили поруч один з одним.
Манівакі був офіційно заснований в 1851 році і став муніципалітетом в 1904 році. Він отримав статус «села» в 1930 році і статус міста в 1957 році.
Наприкінці Першої світової війни регіон, як і Квебек в цілому, і більшість країн світу, постраждав від епідемії іспанського грипу. Менш ніж за два тижні місто пережило близько 20 смертей внаслідок хвороби. Злякавшись, люди відмовилися виходити на вулицю, і вперше в історії міста було відзначено неділю, коли в церкві не відбулася меса.
Ще одним пам'ятною подією стала повінь 14 травня 1974 року. Вода в річках Гатіно і Дезерт піднімалася із загрозливою швидкістю від 3 до 6 дюймів на годину. Більше 1000 будинків у районі Манівакі були затоплені, і близько 3000 чоловік довелося евакуювати. Хоча ніхто не постраждав, збиток склав багато мільйонів доларів.
З 1974 року жодних великих лих не було відзначено. Городок продовжує процвітати завдяки лісовому господарству і туризму.

## Демографія
Населення:
- Населення в 2016 році: 3778
- Населення в 2011 році: 3930
- Населення в 2006 році: 4102
  - Зміна чисельності населення з 2006 по 2011 рік: -4,2 %
- Населення в 2001 році: 4020 (R)
- Населення в 1996 році: 4527 осіб (включаючи додаткову територію перед передачею Кітіган-Зібі)
- Населення в 1991 році: 4605

Приватні житла (зайняті звичайними жителями): 1934
Мови:
- Англійська як перша мова: 5,5 %
- Французька як перша мова: 90,7 %
- Англійська та французька як перша мова: 0,7 %
- Інша перша мова: 3,1 %

## Відомі люди
- Джино Оджік: гравець НХЛ в командах «Ванкувер Кенакс», «Нью-Йорк Айлендерс», «Філадельфія Флайєрс» і «Монреаль Канадієнс».
- Анни Галіпо: актриса, яка знялася в фільмі 1999 року про Сіру Сову разом з Пірсом Броснаном .

## Зникнення Мейсі Оджік і Шеннон Олександр
6 вересня 2008 року Манівакі опинився в центрі уваги канадської преси в зв'язку зі зникненням подруг Мейсі Оджік і Шеннон Александер, 16 і 17 років, з резервації Кітіган-Зібі. До теперішнього часу про їхню долю нічого не відомо.